# Municipio de Glenvil
El municipio de Glenvil (en inglés: Glenvil Township) es un municipio ubicado en el condado de Clay en el estado estadounidense de Nebraska. En el año 2010 tenía una población de 443 habitantes y una densidad poblacional de 4,79 personas por km².

## Geografía
El municipio de Glenvil se encuentra ubicado en las coordenadas 40°28′51″N 98°13′18″O / 40.48083, -98.22167. Según la Oficina del Censo de los Estados Unidos, el municipio tiene una superficie total de 92.44 km², de la cual 92,44 km² corresponden a tierra firme y (0 %) 0 km² es agua.

## Demografía
Según el censo de 2010, había 443 personas residiendo en el municipio de Glenvil. La densidad de población era de 4,79 hab./km². De los 443 habitantes, el municipio de Glenvil estaba compuesto por el 93,45 % blancos, el 1,13 % eran afroamericanos, el 0,45 % eran amerindios, el 2,93 % eran de otras razas y el 2,03 % eran de una mezcla de razas. Del total de la población el 4,97 % eran hispanos o latinos de cualquier raza.